# Laevicaulis alte
Laevicaulis alte je druh tropických plžů z čeledi Veronicellidae. České jméno nemá. Tento plž je velmi dobře přizpůsoben k přežití v suchým oblastech.
Synonyma:
- Vaginulus (Laevicaulis) alte
- Vaginulus alte Ferussac, 1821
- Vaginula alte

Je z nominotypického rodu Laevicaulis [nedostupný zdroj].

## Popis

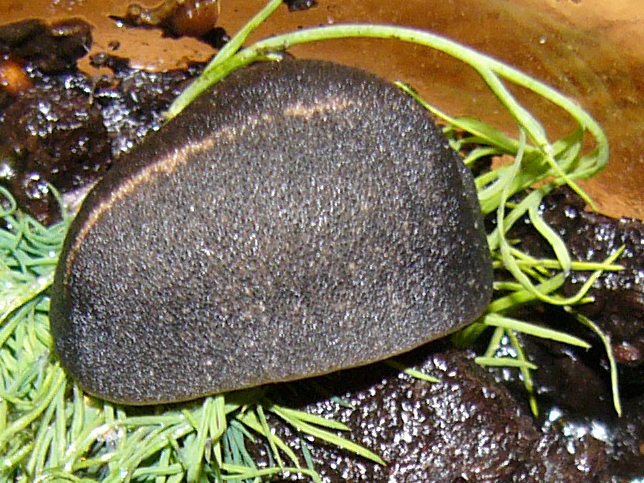
Laevicaulis alte – celkový pohled na staženého jedince (hlavová část je vpravo).

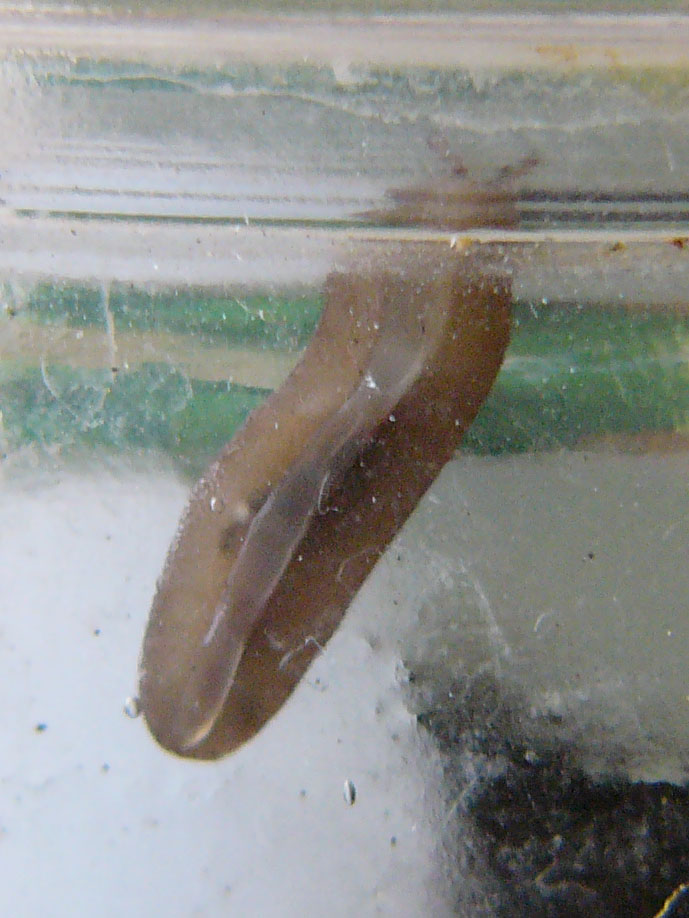
Laevicaulis alte – pohled na chodidlo mladého jedince.

Je to oválný, tmavě hnědě zbarvený plž bez ulity s jemně hrbolkovitou pokožkou. Velikost až 7–8 cm. Kýl má béžovou barvu. Má zvláštní velmi úzké chodidlo, které je u malých jedinců pouze 1 mm úzké, u větších je relativně silnější asi 4–5 mm silné. Má malá tykadla, asi 2–3 mm dlouhá. Tykadla vystrkuje pouze málo.
Líhne se z vajíček. Suchým oblastem je přizpůsoben svým tvarem s co nejmenším povrchem, úzkým chodidlem a způsobem života. Za potravou se vydávají malí jedinci téměř výhradně v noci. Ve dne je zahrabán v půdě, ale větší jedinci lezou někdy také ve dne. Za 7 měsíců vyroste z velikosti 0,5 cm asi na 4 cm.

## Ekologie
Parazité:
- Angiostrongylus cantonensis

Predátoři:
- Rana tigrina

Výskyt:
- původně pravděpodobně Afrika (západní Afrika, východní Afrika.
- nepůvodní:
  - jižní Asie
  - Čína
  - Tchaj-wan (Prataské ostrovy)
  - USA (Havaj) ( Archivováno 11. 10. 2008 na Wayback Machine.)
  - ostrovy v Indickém oceánu
  - Austrálie (od r. 1889)
  - Samoa

Jedná se o invazní druh .
Biotop:
- Suché oblasti. Většinou nižší nadmořské výšky.

Potrava v teráriu:
- listy pampelišek
- rajče – nejdříve překvapivě okouše slupku z rajčete a dužninu žere později další den
- okurka
- jablka
- v nouzi také kopr, listy topinambury

Co nežere:
- hrozny